# Jean-François Delacroix

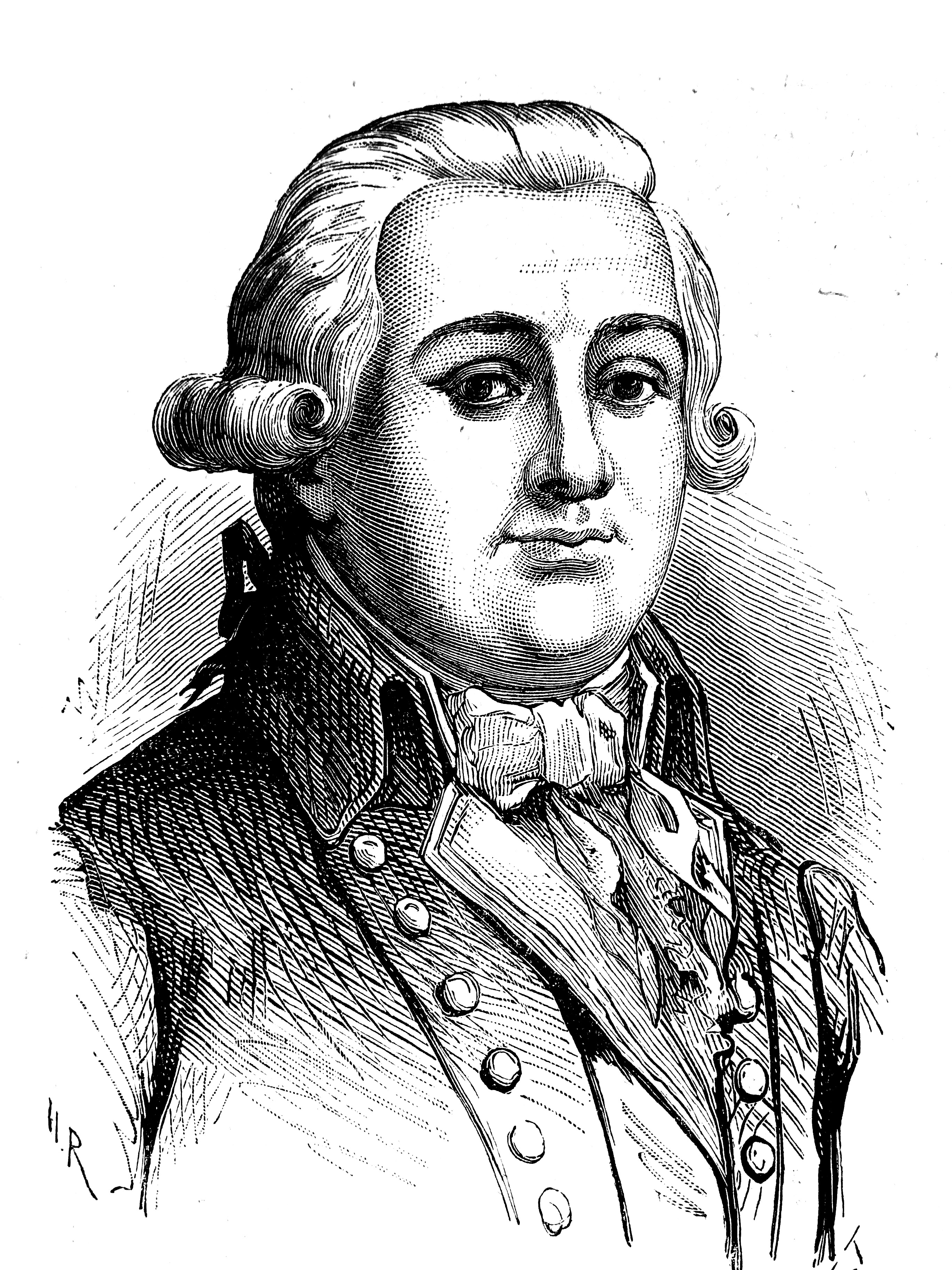
Jean-François Delacroix (Album du Centenaire)

Jean-François Delacroix (* 3. April 1753 in Pont-Audemer, Eure in der Region Normandie; † 5. April 1794 in Paris) war ein Politiker während der Französischen Revolution.

## Leben
Jean-François Delacroix wurde als Sohn eines Wundarztes geboren und trat 1771 in die Gendarmerie ein. Später studierte er die Rechte und praktizierte als Advokat in Anet.
Delacroix wurde 1790 zum Syndikus des Départements Eure-et-Loir gewählt, im April 1791 erfolgte seine Wahl zum Richter am Kassationsgericht und im September 1791 wählte ihn das Département Eure-et-Loir zum Abgeordneten der Legislative. In der Gesetzgebenden Nationalversammlung gehörte er dem Militärausschuss an. Dort forderte er harte Maßnahmen gegen den König, gegen die Minister der Feuillants und gegen die katholische Kirche. Vom 20. August bis zum 2. September 1792 amtierte Delacroix als Präsident der Gesetzgebenden Nationalversammlung.
Im September 1792 wählte ihn das Département Eure-et-Loir in den Nationalkonvent. Delacroix näherte sich der Bergpartei, präsidierte der Nationalversammlung vom 4. bis zum 18. Oktober 1792 und begleitete Ende November 1792 Danton nach Belgien, um die Versorgung der Nordarmee zu prüfen. Delacroix stimmte im Januar 1793 für den Tod Ludwigs XVI. Im März 1793 begleitete er erneut Danton nach Belgien. Ihren Auftrag, General Dumouriez vom Überlaufen abzuhalten, konnten sie nicht erfüllen. Am 6. April 1793 wurde Delacroix in den Wohlfahrtsausschuss gewählt und mit der Überwachung des Kriegsministeriums beauftragt. Er beteiligte sich aktiv an der Ausschaltung der Girondisten (31. Mai 1793 bis 2. Juni 1793). Jedoch am 10. Juli 1793 verlor er als Anhänger Dantons seinen Sitz im Wohlfahrtsausschuss. Von August 1793 bis zu seiner Abberufung im Januar 1794 wirkte Delacroix als „Repräsentant in Mission“ in den Departements Eure-et-Loir und Seine-Inférieure. Am 30. März 1794 wurde Delacroix gemeinsam mit Danton, Desmoulins und anderen „Indulgenten“ verhaftet und des Verrats an der Revolution angeklagt. Das Revolutionstribunal verurteilte alle Angeklagten am 4. April 1794 zum Tode. Jean François Delacroix starb am 5. April 1794 unter der Guillotine in Paris.